# 염우
염우(閻宇, 생몰년도 미상)는 중국 삼국 시대의 촉한의 무장이다. 자는 문평(文平)이며, 남군 사람이다.

## 생애
과거 공적을 세운 바 있고 근무에 열심이어서 마충의 뒤를 이어 재직하였으나, 마충의 업적에는 미치지 못했다고 한다. 이후 우대장군(右大將軍)에 임명되었다. 257년, 오에서 손침이 전횡하자 주적이 밀서를 보내 촉과 결탁하려 하였고, 이에 염우가 촉 조정의 명령에 따라 군사 5천 명을 이끌고 백제성의 수비를 강화하며 주적의 연락을 기다렸다. 이로써 염우는 우대장군의 지위를 유지하며 파동도독(巴東都督)이 되었다. 파동태수로 좌천된 나헌은 영군(領軍)이 되어 염우를 보좌하였다. 경요 5년(262년), 염우는 당시 권력을 쥐고 있던 황호에게 협력하였고, 황호는 공적을 세우지 못하고 있던 대장군 강유를 폐하고 염우를 대신 세우려 획책하였다.
263년, 위가 촉을 침공해오자 소환되었다. 이후의 소식은 불명이다.
《삼국지연의》에서는 변변한 공적도 없는데 황호에게 아부하여 우장군의 지위를 얻은 인물로 묘사된다.